# Danh sách đơn vị hành chính Hà Bắc
Tỉnh Hà Bắc, Trung Quốc được chia ra thành các đơn vị hành chính sau:
- 11 đơn vị cấp địa khu
  - tất cả đều là địa cấp thị
- 172 đơn vị cấp huyện
  - 22 huyện cấp thị
  - 108 huyện
  - 6 huyện tự trị
  - 36 khu (quận)
- 2207 đơn vị cấp hương
  - 1 khu công sở
  - 937 trấn/ thị trấn
  - 979 hương/ xã
  - 55 hương dân tộc
  - 235 nhai đạo

Tất cả các đơn vị hành chính này được giải thích chi tiết trong bài phân cấp hành chính Trung Quốc. Danh sách sau chỉ liệt kê các đơn vị hành chính cấp địa khu và cấp huyện của Hà Bắc.
| Thành phố (địa cấp thị)      | Quận | Huyện, thành phố cấp huyện (huyện cấp thị) |
| ---------------------------- | --- | --- |
| • Thạch Gia Trang (石家庄市) | Trường An (长安区) Kiều Đông (桥东区) Kiều Tây (桥西区) Tân Hoa (新华区) Dụ Hoa (裕华区) Tỉnh Hình khoáng khu (井陉矿区)          | thành phố cấp huyện Lộc Tuyền (鹿泉市) thành phố cấp huyện Tân Tập (辛集市) thành phố cấp huyện Cảo Thành (藁城市) thành phố cấp huyện Tấn Châu (晋州市) thành phố cấp huyện Tân Lạc (新乐市) Thâm Trạch (深泽县), Vô Cực (无极县), Triệu huyện (赵县) Linh Thọ (灵寿县), Cao Ấp (高邑县), Nguyên Thị (元氏县) Tán Hoàng (赞皇县), Bình Sơn (平山县), 井陉县 Loan Thành (栾城县), Chính Định (正定县), Hành Đường (行唐县), Tỉnh Hình (井陉县)                                                                                |
| • Đường Sơn (唐山市)         | Lộ Bắc (路北区) Lộ Nam (路南区) Cổ Dã (古冶区) Khai Bình (开平区) Phong Nam (丰南区) Phong Nhuận (丰润区) Tào Phi Điện (曹妃甸区) | thành phố cấp huyện Tuân Hóa (遵化市) thành phố cấp huyện Thiên An (迁安市) Thiên Tây (迁西县), Loan Nam (滦南县), Ngọc Điền (玉田县) Lạc Đình (乐亭县), Loan huyện (滦县) |
| • Tần Hoàng Đảo (秦皇岛市)   | Hải Cảng (海港区) Sơn Hải Quan (山海关区) Bắc Đới Hà (北戴河区)                                                                   | Xương Lê (昌黎县) Phủ Ninh (抚宁县) Lô Long (卢龙县) huyện tự trị dân tộc Mãn Thanh Long (青龙满族自治县) |
| • Hàm Đan (邯郸市)           | Hàm Sơn (邯山区) Tùng Đài (丛台区) Phục Hưng (复兴区) Phong Phong khoáng khu (峰峰矿区)                                           | thành phố cấp huyện Vũ An (武安市) Khâu huyện (邱县), Đại Danh (大名县), Ngụy huyện (魏县) Khúc Chu (曲周县), Kê Trạch (鸡泽县), Phì Hương (肥乡县) Quảng Bình (广平县), Thành An (成安县), Lâm Chương (临漳县) Từ huyện (磁县), Thiệp huyện (涉县), Vĩnh Niên (永年县) Quán Đào (馆陶县), Hàm Đan (邯郸县) |
| • Hình Đài (邢台市)          | Kiều Đông (桥东区) Kiều Tây (桥西区)                                                                                              | thành phố cấp huyện Nam Cung (南宫市) thành phố cấp huyện Sa Hà (沙河市) Nội Khâu (内丘县), Bách Hương (柏乡县) Long Nghiêu (隆尧县), Nhâm huyện (任县), Nam Hòa (南和县) Ninh Tấn (宁晋县), Cự Lộc (巨鹿县), Tân Hà (新河县) Quảng Tông (广宗县), Bình Hương (平乡县), Uy huyện (威县) Thanh Hà (清河县), Lâm Tây (临西县) Lâm Thành (临城县), Hình Đài (邢台县) |
| • Bảo Định (保定市)          | Tân Thị (新市区) Bắc Thị (北市区) Nam Thị (南市区)                                                                                | thành phố cấp huyện Định Châu (定州市) thành phố cấp huyện Trác Châu (涿州市) thành phố cấp huyện An Quốc (安国市) thành phố cấp huyện Cao Bi Điếm (高碑店市) Dịch huyện (易县), Từ Thủy (徐水县), Lai Nguyên (涞源县) Thuận Bình (顺平县), Đường huyện (唐县), Vọng Đô (望都县) Lai Thủy (涞水县), Cao Dương (高阳县), An Tân, Bảo Định (安新县) Hùng huyện (雄县), Dung Thành (容城县), Lễ huyện (蠡县) Khúc Dương (曲阳县), Phụ Bình (阜平县), Bác Dã (博野县) Mãn Thành (满城县), Thanh Uyển (清苑县), Định Hưng (定兴县) |
| • Trương Gia Khẩu (张家口市) | Kiều Đông (桥东区) Kiều Tây (桥西区) Tuyên Hóa (宣化区) Hạ Hoa Viên (下花园区)                                                    | Trương Bắc (张北县), Khang Bảo (康保县), Cô Nguyên (沽源县) Thượng Nghĩa (尚义县), Uất huyện (Yù) (蔚县), Dương Nguyên (阳原县) Hoài An (怀安县), Vạn Toàn (万全县), Hoài Lai (怀来县) Xích Thành (赤城县), Sùng Lễ (崇礼县) Tuyên Hóa (宣化县), Trác Lộc (涿鹿县) |
| • Thừa Đức (承德市)          | Song Kiều (双桥区) Song Loan (双滦区) Ưng Thủ Doanh Tử khoáng khu (鹰手营子矿区)                                                  | Hưng Long (兴隆县), Bình Tuyền (平泉县), Loan Bình (滦平县) Long Hóa (隆化县), Thừa Đức (承德县) huyện tự trị dân tộc Mãn Phong Ninh (丰宁满族自治县) huyện tự trị dân tộc Mãn Khoan Thành (宽城满族自治县) huyện tự trị dân tộc Mãn, Mông Cổ Vi Trường (围场满族蒙古族自治县) |
| • Thương Châu (沧州市)       | Tân Hoa (新华区) Vận Hà (运河区)                                                                                                  | thành phố cấp huyện Bạc Đầu (泊头市) thành phố cấp huyện Nhâm Khâu (任丘市) thành phố cấp huyện Hoàng Hoa (黄骅市) thành phố cấp huyện Hà Giản (河间市) Hiến huyện (献县), Ngô Kiều (吴桥县), Thương huyện (沧县) Đông Quang (东光县), Túc Ninh (肃宁县), Nam Bì (南皮县) Diêm Sơn (盐山县), Thanh huyện (青县), Hải Hưng (海兴县) huyện tự trị dân tộc Hồi Mạnh Thôn (孟村回族自治县) |
| • Lang Phường (廊坊市)       | An Thứ (安次区) Quảng Dương (广阳区)                                                                                              | thành phố cấp huyện Bá Châu (霸州市) thành phố cấp huyện Tam Hà (三河市) Hương Hà (香河县), Vĩnh Thanh (永清县), Cố An (固安县) Văn An (文安县), Đại Thành (大城县) huyện tự trị dân tộc Hồi Đại Xưởng (大厂回族自治县) |
| • Hành Thủy (衡水市)         | Đào Thành (桃城区) | thành phố cấp huyện Ký Châu (冀州市) thành phố cấp huyện Thâm Châu (深州市) Tảo Cường (枣强县), Vũ Ấp (武邑县), Vũ Cường (武强县) Nhiêu Dương (饶阳县), An Bình (安平县), Cố Thành (故城县) Cảnh huyện (景县), Phụ Thành (阜城县) |